# Großer Preis von Kanada 1999
Der Große Preis von Kanada 1999 (offiziell XXXVII Grand Prix Air Canada) fand am 13. Juni auf dem Circuit Gilles-Villeneuve in Montreal statt und war das sechste Rennen der Formel-1-Weltmeisterschaft 1999.

## Bericht

### Hintergrund
Nach dem Großen Preis von Spanien führte Michael Schumacher in der Fahrerwertung mit sechs Punkten vor Mika Häkkinen und mit neun Punkten vor Eddie Irvine. In der Konstrukteurswertung führte Ferrari mit 15 Punkten vor McLaren-Mercedes und mit 35 Punkten vor Jordan-Mugen-Honda.
Der Fahrer des Safety-Cars, Oliver Gavin, lieh sich einen Helm von Alexander Wurz aus.
Vor dem Rennwochenende gab es einen Fahrerwechsel: Der für die Saison 1999 nominierte Einsatzfahrer Ricardo Zonta reiste mit vier gerissenen Sehnen im Fuß zu dem Großen Preis an. Er wurde in den vorherigen drei Rennen von Mika Salo vertreten.
Mit Michael Schumacher (dreimal), Damon Hill und Jean Alesi (jeweils einmal) traten drei ehemalige Sieger zu diesem Grand Prix an.

### Training

#### Freitagstraining
Mit einer Zeit von 1:20,576 Minuten holte sich Irvine die Bestzeit vor David Coulthard, Michael Schumacher, Alesi, Giancarlo Fisichella, Zonta und auf Platz sieben mit einem Rückstand von 1,3 Sekunden Häkkinen. Der langsamste Fahrer, Pedro Diniz, lag rund vier Sekunden hinter der schnellsten Zeit.

#### Samstagstraining
Michael Schumacher erzielte mit 1:19,281 Minuten die beste Trainingszeit vor Coulthard, Häkkinen, Irvine, Heinz-Harald Frentzen und Fisichella. Der langsamste Fahrer, Luca Badoer, lag rund dreieinhalb Sekunden hinter der schnellsten Zeit.

### Qualifying
Erstmals in dieser Saison holte sich nicht Häkkinen die Pole-Position, da er sich um 29 Tausendstel Michael Schumacher geschlagen geben musste. Dahinter folgten Irvine, Coulthard, Rubens Barrichello und Frentzen. Der langsamste Fahrer, Marc Gené, lag rund vier Sekunden hinter der schnellsten Zeit.

### Warm-Up
Im Warm-Up vor dem Rennen holte sich Coulthard mit 1:20,614 Minuten die Bestzeit vor Barrichello, Johnny Herbert, Häkkinen, Fisichella, Irvine und Michael Schumacher auf Platz sieben. Der langsamste Fahrer, Gené, lag rund fünfeinhalb Sekunden hinter der schnellsten Zeit.

### Rennen
Michael Schumacher zog nach dem Start aggressiv vor Häkkinen, um dem Finnen keine Möglichkeit zum Überholen zu bieten. Vor Kurve eins musste Jarno Trulli auf das Gras ausweichen, daraufhin brach sein Heck aus und traf Alesi sowie seitlich Barrichello. Durch das Chaos und die vielen Teilen auf der Strecke musste das Safety-Car erstmals auf die Strecke geschickt werden. Alesi und Trulli mussten durch den Unfall das Rennen beenden, Barrichello schaffte es an die Box zurück, wo der Wagen lange repariert wurde. Unter anderem wurde der linke seitliche Kühler mit Klebeband fixiert. Nach den Arbeiten kam Barrichello mit zwei Runden Rückstand wieder ins Rennen. Währenddessen rollte Wurz in der Boxengasse aus, da die Antriebswelle gebrochen war. Mit der zweiten Runde wurde das Rennen wieder freigegeben, Häkkinen und Irvine verpassten den richtigen Zeitpunkt und Michael Schumacher konnte einen Vorsprung herausfahren. Nach der dritten Runde führte Michael Schumacher eineinhalb Sekunden vor Häkkinen, dahinter folgten Irvine, Coulthard, Fisichella und Frentzen.
In der letzten Kurve verpasste Zonta den Scheitelpunkt; daraufhin brach ihm das Heck aus und sein Auto schlug mit dem rechten Hinterrad in die Mauer ein. Durch die schwierige Bergung des Wagens musste das Safety-Car zum zweiten Mal auf die Strecke geschickt werden. In Runde sieben wurde das Rennen erneut freigegeben. Wie beim ersten Neustart verpasste Häkkinen den richtigen Zeitpunkt und Michael Schumacher konnte wieder einen Vorsprung herausfahren. Nach Runde 15 führte der Deutsche 2,7 Sekunden vor Häkkinen beziehungsweise 7,5 Sekunden vor dem Dritten Irvine. In derselben Kurve wie Zonta schlug in der 15. Runde Hill in die Mauer; allerdings wurde der Wagen auf der Strecke gelassen, da Hill weit genug von der Ideallinie wegrollen konnte. Für mehrere Runden wurde die Ölflagge, eine rot-gelb gestreifte Fahne, geschwenkt.
In Runde 29 schließlich setzte mit Michael Schumacher, in Führung liegend, der dritte Fahrer seinen Wagen in die letzte Kurve in die Mauer. Bei der Einfahrt in die Kurve brach dem Deutschen das Heck weg und beim Korrigieren rutschte der Wagen zu weit nach außen. Durch eine zügige Bergung mit einem Kran musste das Safety-Car nicht ausrücken. Auf die Frage, was passierte, antwortete Michael Schumacher nur folgendermaßen:

“Can you have a bit of respect for humans!”

„Haben Sie ein bisschen Respekt vor Menschen!“

Jacques Villeneuve setzte in Runde 35 das fort, was Zonta, Hill und Michael Schumacher widerfahren ist: Er verlor seinen Wagen in der letzten Kurve; anders als bei den davor genannten Fahrern untersteuerte Villeneuves Fahrzeug und schlug frontal in die Wand ein. Diesmal wurde das Safety-Car zum dritten Mal auf die Strecke geschickt. Häkkinen, Irvine und Ralf Schumacher konnten rechtzeitig reagieren und suchten die Boxengasse zu einem Stop auf. Bei Irvine jedoch hatte man Probleme beim Tanken und verlor viele Sekunden. Coulthard suchte erst eine Runde später die Boxengasse auf und musste sich so im Starterfeld weiter hinten einreihen.
In Runde 40 wurde das Rennen wieder freigegeben. Häkkinen konnte die Führung behalten, Coulthard versuchte außen an Irvine vorbeizugehen, traf jedoch Irvines Heck und schlitterte ins Gras während Irvine sich drehte. Dafür erhielt Coulthard sechs Runden später eine 10-Sekunden-Stop-and-Go-Strafe. Dieselbe Strafe bekamen Olivier Panis, Alessandro Zanardi und Badoer, da sie Fisichella und Frentzen beim Überrunden blockierten. In Runde 65 erlitt Frentzen auf Platz zwei liegend einen Defekt der vorderen rechten Bremsen und schlitterte rückwärts in Kurve vier in die Mauer. Das Safety-Car wurde nun zum vierten Mal auf die Strecke geschickt, da Frentzen anfänglich nicht alleine aussteigen konnte. Durch die späte Safety-Car-Phase wurde das Rennen erstmals in der Formel-1-Geschichte hinter dem Safety-Car beendet und so gewann Häkkinen vor Fisichella und Irvine das Rennen. Die Siegertrophäe an Häkkinen wurde von Lucien Bouchard, dem Premierminister der kanadischen Provinz Québec, überreicht.
Irvine sicherte sich mit 1:20,382 Minuten die schnellste Runde.
In der Fahrerwertung übernahm Häkkinen die Führung vor Michael Schumacher und Irvine. In der Konstrukteurswertung blieben die ersten drei Positionen unverändert.

### Nach dem Rennen
Da mit Hill, Michael Schumacher und Villeneuve drei ehemalige Formel-1-Weltmeister sowie mit Zonta der amtierende Titelträger der FIA-GT-Meisterschaft in der letzten Schikane einen Unfall bauten, wurde diese fortan unter dem Namen „Wall of Champions“ berühmt.

## Meldeliste
| Team                         | Nr. | Fahrer                | Chassis        | Motor                 | Reifen |
| ---------------------------- | --- | --------------------- | -------------- | --------------------- | ------ |
| West McLaren Mercedes        | 01  | Mika Häkkinen         | McLaren MP4/14 | Mercedes-Benz 3.0 V10 | B      |
| West McLaren Mercedes        | 02  | David Coulthard       | McLaren MP4/14 | Mercedes-Benz 3.0 V10 | B      |
| Scuderia Ferrari Marlboro    | 03  | Michael Schumacher    | Ferrari F399   | Ferrari 3.0 V10       | B      |
| Scuderia Ferrari Marlboro    | 04  | Eddie Irvine          | Ferrari F399   | Ferrari 3.0 V10       | B      |
| Winfield Williams            | 05  | Alessandro Zanardi    | Williams FW21  | Supertec 3.0 V10      | B      |
| Winfield Williams            | 06  | Ralf Schumacher       | Williams FW21  | Supertec 3.0 V10      | B      |
| Benson & Hedges Jordan       | 07  | Damon Hill            | Jordan 199     | Mugen-Honda 3.0 V10   | B      |
| Benson & Hedges Jordan       | 08  | Heinz-Harald Frentzen | Jordan 199     | Mugen-Honda 3.0 V10   | B      |
| Mild Seven Benetton Playlife | 09  | Giancarlo Fisichella  | Benetton B199  | Playlife 3.0 V10      | B      |
| Mild Seven Benetton Playlife | 10  | Alexander Wurz        | Benetton B199  | Playlife 3.0 V10      | B      |
| Red Bull Sauber Petronas     | 11  | Jean Alesi            | Sauber C18     | Petronas 3.0 V10      | B      |
| Red Bull Sauber Petronas     | 12  | Pedro Diniz           | Sauber C18     | Petronas 3.0 V10      | B      |
| Arrows                       | 14  | Pedro de la Rosa      | Arrows A20     | Arrows 3.0 V10        | B      |
| Arrows                       | 15  | Toranosuke Takagi     | Arrows A20     | Arrows 3.0 V10        | B      |
| Stewart Ford                 | 16  | Rubens Barrichello    | Stewart SF3    | Ford Cosworth 3.0 V10 | B      |
| Stewart Ford                 | 17  | Johnny Herbert        | Stewart SF3    | Ford Cosworth 3.0 V10 | B      |
| Gauloises Prost Peugeot      | 18  | Olivier Panis         | Prost AP02     | Peugeot 3.0 V10       | B      |
| Gauloises Prost Peugeot      | 19  | Jarno Trulli          | Prost AP02     | Peugeot 3.0 V10       | B      |
| Fondmetal Minardi Ford       | 20  | Luca Badoer           | Minardi M01    | Ford 3.0 V10          | B      |
| Fondmetal Minardi Ford       | 21  | Marc Gené             | Minardi M01    | Ford 3.0 V10          | B      |
| British American Racing      | 22  | Jacques Villeneuve    | BAR 01         | Supertec 3.0 V10      | B      |
| British American Racing      | 23  | Ricardo Zonta         | BAR 01         | Supertec 3.0 V10      | B      |

## Klassifikation

### Qualifying
| Pos.                                                                       | Fahrer                | Konstrukteur       | Zeit     | Start |
| -------------------------------------------------------------------------- | --------------------- | ------------------ | -------- | ----- |
| 01                                                                         | Michael Schumacher    | Ferrari            | 1:19,298 | 01    |
| 02                                                                         | Mika Häkkinen         | McLaren-Mercedes   | 1:19,327 | 02    |
| 03                                                                         | Eddie Irvine          | Ferrari            | 1:19,440 | 03    |
| 04                                                                         | David Coulthard       | McLaren-Mercedes   | 1:19,729 | 04    |
| 05                                                                         | Rubens Barrichello    | Stewart-Ford       | 1:19,930 | 05    |
| 06                                                                         | Heinz-Harald Frentzen | Jordan-Mugen-Honda | 1:20,158 | 06    |
| 07                                                                         | Giancarlo Fisichella  | Benetton-Playlife  | 1:20,378 | 07    |
| 08                                                                         | Jean Alesi            | Sauber-Petronas    | 1:20,459 | 08    |
| 09                                                                         | Jarno Trulli          | Prost-Peugeot      | 1:20,557 | 09    |
| 10                                                                         | Johnny Herbert        | Stewart-Ford       | 1:20,829 | 10    |
| 11                                                                         | Alexander Wurz        | Benetton-Playlife  | 1:21,000 | 11    |
| 12                                                                         | Alessandro Zanardi    | Williams-Supertec  | 1:21,076 | 12    |
| 13                                                                         | Ralf Schumacher       | Williams-Supertec  | 1:21,081 | 13    |
| 14                                                                         | Damon Hill            | Jordan-Mugen-Honda | 1:21,094 | 14    |
| 15                                                                         | Olivier Panis         | Prost-Peugeot      | 1:21,252 | 15    |
| 16                                                                         | Jacques Villeneuve    | BAR-Supertec       | 1:21,302 | 16    |
| 17                                                                         | Ricardo Zonta         | BAR-Supertec       | 1:21,467 | 17    |
| 18                                                                         | Pedro Diniz           | Sauber-Petronas    | 1:21,571 | 18    |
| 19                                                                         | Toranosuke Takagi     | Arrows             | 1:21,693 | 19    |
| 20                                                                         | Pedro de la Rosa      | Arrows             | 1:22,613 | 20    |
| 21                                                                         | Luca Badoer           | Minardi-Ford       | 1:22,808 | 21    |
| 22                                                                         | Marc Gené             | Minardi-Ford       | 1:23,387 | 22    |
| 107-Prozent-Zeit: 1:24,849 min (bezogen auf die Bestzeit von 1:19,298 min) |                       |                    |          |       |

### Rennen
| Pos. | Fahrer                | Konstrukteur       | Runden | Stopps | Zeit        | Start | Schnellste Runde |
| ---- | --------------------- | ------------------ | ------ | ------ | ----------- | ----- | ---------------- |
| 01   | Mika Häkkinen         | McLaren-Mercedes   | 69     | 1      | 1:41:35,727 | 02    | 1:21,047 (28.)   |
| 02   | Giancarlo Fisichella  | Benetton-Playlife  | 69     | 1      | + 0,782     | 07    | 1:21,345 (65.)   |
| 03   | Eddie Irvine          | Ferrari            | 69     | 1      | + 1,797     | 03    | 1:20,382 (62.)   |
| 04   | Ralf Schumacher       | Williams-Supertec  | 69     | 1      | + 2,392     | 13    | 1:22,002 (28.)   |
| 05   | Johnny Herbert        | Stewart-Ford       | 69     | 2      | + 2,805     | 10    | 1:22,078 (64.)   |
| 06   | Pedro Diniz           | Sauber-Petronas    | 69     | 1      | + 3,711     | 18    | 1:21,864 (63.)   |
| 07   | David Coulthard       | McLaren-Mercedes   | 69     | 3      | + 5,004     | 04    | 1:20,961 (35.)   |
| 08   | Marc Gené             | Minardi-Ford       | 68     | 1      | + 1 Runde   | 22    | 1:22,888 (60.)   |
| 09   | Olivier Panis         | Prost-Peugeot      | 68     | 2      | + 1 Runde   | 15    | 1:22,100 (57.)   |
| 10   | Luca Badoer           | Minardi-Ford       | 67     | 2      | + 2 Runden  | 21    | 1:23,394 (32.)   |
| 11   | Heinz-Harald Frentzen | Jordan-Mugen-Honda | 65     | 1      | DNF         | 06    | 1:21,284 (65.)   |
| –    | Alessandro Zanardi    | Williams-Supertec  | 50     | 2      | DNF         | 12    | 1:23,442 (27.)   |
| –    | Toranosuke Takagi     | Arrows             | 41     | 1      | DNF         | 19    | 1:22,792 (26.)   |
| –    | Jacques Villeneuve    | BAR-Supertec       | 34     | 0      | DNF         | 16    | 1:22,283 (29.)   |
| –    | Michael Schumacher    | Ferrari            | 29     | 0      | DNF         | 01    | 1:20,709 (28.)   |
| –    | Pedro de la Rosa      | Arrows             | 22     | 0      | DNF         | 20    | 1:23,280 (19.)   |
| –    | Damon Hill            | Jordan-Mugen-Honda | 14     | 0      | DNF         | 14    | 1:23,953 (12.)   |
| –    | Rubens Barrichello    | Stewart-Ford       | 14     | 1      | DNF         | 5     | 1:23,785 (11.)   |
| –    | Ricardo Zonta         | BAR-Supertec       | 2      | 0      | DNF         | 17    | 2:03,038 (02.)   |
| –    | Jean Alesi            | Sauber-Petronas    | 0      | 0      | DNF         | 08    | –                |
| –    | Jarno Trulli          | Prost-Peugeot      | 0      | 0      | DNF         | 09    | –                |
| –    | Alexander Wurz        | Benetton-Playlife  | 0      | 0      | DNF         | 11    | –                |

## WM-Stände nach dem Rennen
Die ersten sechs des Rennens bekamen 10, 6, 4, 3, 2 bzw. 1 Punkt(e).

### Fahrerwertung
| Pos. | Fahrer                | Konstrukteur       | Punkte |
| ---- | --------------------- | ------------------ | ------ |
| 01   | Mika Häkkinen         | McLaren-Mercedes   | 34     |
| 02   | Michael Schumacher    | Ferrari            | 30     |
| 03   | Eddie Irvine          | Ferrari            | 25     |
| 04   | Heinz-Harald Frentzen | Jordan-Mugen-Honda | 13     |
| 05   | Giancarlo Fisichella  | Benetton-Playlife  | 13     |
| 06   | David Coulthard       | McLaren-Mercedes   | 12     |
| 07   | Ralf Schumacher       | Williams-Supertec  | 12     |
| 08   | Rubens Barrichello    | Stewart-Ford       | 6      |
| 09   | Damon Hill            | Jordan-Mugen-Honda | 3      |
| 10   | Johnny Herbert        | Stewart-Ford       | 2      |
| 11   | Alexander Wurz        | Benetton-Playlife  | 1      |
| 12   | Jarno Trulli          | Prost-Peugeot      | 1      |

| Pos. | Fahrer             | Konstrukteur      | Punkte |
| ---- | ------------------ | ----------------- | ------ |
| 13   | Olivier Panis      | Prost-Peugeot     | 1      |
| 14   | Pedro de la Rosa   | Arrows            | 1      |
| 15   | Jean Alesi         | Sauber-Petronas   | 1      |
| 16   | Pedro Diniz        | Sauber-Petronas   | 1      |
| 17   | Toranosuke Takagi  | Arrows            | 0      |
| 18   | Mika Salo          | BAR-Supertec      | 0      |
| 19   | Marc Gené          | Minardi-Ford      | 0      |
| 20   | Luca Badoer        | Minardi-Ford      | 0      |
| 21   | Alessandro Zanardi | Williams-Supertec | 0      |
| –    | Jacques Villeneuve | BAR-Supertec      | 0      |
| –    | Ricardo Zonta      | BAR-Supertec      | 0      |
| –    | Stéphane Sarrazin  | Minardi-Ford      | 0      |

### Konstrukteurswertung
| Pos. | Konstrukteur       | Punkte |
| ---- | ------------------ | ------ |
| 01   | Ferrari            | 55     |
| 02   | McLaren-Mercedes   | 46     |
| 03   | Jordan-Mugen-Honda | 16     |
| 04   | Benetton-Playlife  | 14     |
| 05   | Williams-Supertec  | 12     |
| 06   | Stewart-Ford       | 8      |

| Pos. | Konstrukteur    | Punkte |
| ---- | --------------- | ------ |
| 07   | Prost-Peugeot   | 2      |
| 08   | Sauber-Petronas | 2      |
| 09   | Arrows          | 1      |
| 10   | BAR-Supertec    | 0      |
| 11   | Minardi-Ford    | 0      |